# Předseda ústředního výboru Komunistické strany Číny
Předseda ústředního výboru Komunistické strany Číny (čínsky v českém přepisu Čung-kuo kung-čchan-tang čung-jang wej-jüan-chuej ču-si, pchin-jinem Zhōngguó Gòngchǎndǎng Zhōngyāng Wěiyuánhuì zhǔxí, znaky zjednodušené 中国共产党中央委员会主席) byl v letech 1945–1982 nejvyšším představitelem Komunistické strany Číny.
V čele Komunistické strany Číny stál v prvních letech její existence Čchen Tu-siou s tituly generální tajemník (1921–1922, čung-jang ťü šu-ťi), předseda ústředního výkonného výboru (1922–1925, čung-jang č’-sing wej-jüan wej-jüan-čang), generální tajemník ústředního výkonného výboru (1925–1927, čung-jang č’-sing wej-jüan cung-šu-ťi), jeho nástupci nosili formálně či neformálně titul generálního tajemníka ústředního výboru (čung-jang wej-jüan-chuej cung-šu-ťi). V březnu 1943 politbyro k dennímu řízení strany zvolilo nový tříčlenný sekretariát a jmenovalo Mao Ce-tunga předsedou politbyra (čung-jang čeng-č’-ťü ču-si) i předsedou sekretariátu. 
VII. sjezd Komunistické strany Číny probíhající v dubnu–červnu 1945 přijal nové stanovy strany, podle nichž v čele vedení strany stál předseda ústředního výboru, který předsedal jednáním ústředního výboru, politbyra i sekretariátu. Předsedu (a další orgány užšího vedení strany) volil ústřední výbor na svém prvním zasedání po sjezdu. Roku 1956 na dalším sjezdu byly zavedeny funkce místopředsedů ÚV, sekretariát přejmenován na stálý výbor politbyra a jako výkonný orgán politbyra a stálého výboru k vyřizování rutinních záležitostí byl zřízen nový sekretariát v čele s generálním tajemníkem. Stálý výbor politbyra se pak skládal z předsedy ÚV, místopředsedů ÚV a generálního tajemníka sekretariátu. 
Roku 1966 ústřední výbor omezil počet místopředsedů na jednoho, což roku 1969 IX. sjezd Komunistické strany Číny zakotvil ve stanovách, roku 1973 X. sjezd Komunistické strany Číny opět umožnil zvolení více místopředsedů.
Ústava Čínské lidové republiky přijatá v lednu 1975 stanovila, že předseda ÚV KS Číny je vrchním velitelem ozbrojených sil Čínské lidové republiky.
Roku 1982 XII. sjezd Komunistické strany Číny funkci předsedy ÚV zrušil a nahradil ho generálním tajemníkem ÚV. Vrchním velitelem ozbrojených sil ČLR se podle ústavy z roku 1982 stal předseda ústřední vojenské komise ČLR, což je funkce prakticky splývající s úřadem předsedy ústřední vojenské komise KS Číny, od roku 1989 ji (kromě přechodných období) zastává generální tajemník ÚV KS Číny.
Předsedové ústředního výboru Komunistické strany Číny:
- Mao Ce-tung – zvolen 19. června 1945, znovuzvolen 28. září 1956, 28. dubna 1969 a 30. srpna 1973. Zemřel 9. září 1976.
- Chua Kuo-feng – zvolen (politbyrem) 7. října 1976, znovuzvolen 18. srpna 1977, odvolán 29. června 1981.
- Chu Jao-pang – zvolen 29. června 1981, XII. sjezdem (1. – 11. září 1982) funkce zrušena, Chu Jao-pang nadále stál v čele KS Číny jako generální tajemník ÚV.